# Onyx (película)
Onyx (también titulada Ónix) es una película argentina de comedia dramática, dirigida por Nicolás Teté y estrenada en el 30° Festival Internacional de Cine de Mar del Plata. La película está protagonizada por Nai Awada, Nicolás Condito, Camilo Cuello Vitale, Macarena Insegna y Ailín Salas.

## Sinopsis
La historia sigue a Martina, que viaja con su madre a Villa Mercedes, la ciudad donde vive su familia materna. Tras doce años de ausencia se reencuentra con sus primos, a los que no ve desde que eran niños, por lo que siente que no los conoce; crecieron separados y no los puede llamar familia. Sus madres están distanciadas por problemas con la empresa de mármol ónix familiar. Los más jóvenes de la familia están en un momento clave de sus vidas, en crisis con su futuro, y ver a su familia distanciada no los ayuda. Una tragedia los une y hace que tengan que estar juntos, vivir un viaje y volver a conocerse.

## Reparto
- Nai Awada como Martina
- Nicolás Condito como Felipe
- Macarena Insegna como Rocío.
- Camilo Cuello Vitale como  Juan
- Ailín Salas como Anahí

## Festivales
La película participó en festivales internacionales como: 19° Festival Internacional de Cine de Punta del Este, 12° Pantalla Pinamar, 30° Festival Internacional de Cine de Mar del Plata, 8° Bengaluru International Film Festival y el 3° Chelsea Film Festival, donde Nai Awada ganó el premio a Mejor actriz protagónica.